# T.E. Breitenbach
T.E. Breitenbach född 29 juli 1951 i Queens, New York, är en amerikansk målare. Han är självlärd och tilldelades 1973 Rompriset från Amerikanska akademin i Rom. År 1975 gjorde han oljemålningen Proverbidioms, som har blivit hans mest kända verk. Inspirerad av Pieter Brueghel den äldres Nederländska ordspråk gestaltar den över 300 amerikanska ordspråk och idiom. Målningen har tryckts som affisch och blivit en storsäljare. Breitenbach är även känd som fantasymålare. Han är anhängare av Carl Gustav Jungs teori om det kollektiva omedvetna och använder jungianska arketyper i sina målningar.
Breitenbachs ateljé är belägen i ett stenslott som han byggt för egen hand. Hans önskan är att slottet efter hans död ska göras till ett museum över hans verk.